# حوض القوس الخلفي

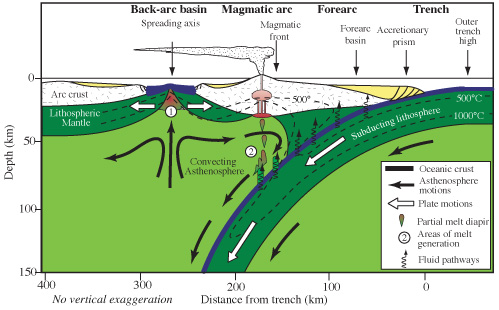

حوض القوس الخلفي (بالإنجليزية: Back-arc basin)‏، هي أحواض جيولوجية، وخصائص غواصة مرتبطة بأقواس الجزيرة ومناطق الاندساس. توجد في بعض حدود الصفائح المتقاربة، وتتركز حاليًا في غرب المحيط الهادئ. ينجم معظمها عن قوى ثلاثية الأبعاد ناتجة عن تراجع خندق المحيط (خندق المحيط يتجول في اتجاه قاع البحر) وانهيار حافة القارة. القشرة القوسية تحت التمديد أو المتصدع نتيجة غرق لوح الانزلاق. كانت أحواض القوس الخلفي في البداية نتيجة مفاجئة لمنظري الصفائح التكتونية، الذين توقعوا أن تكون الحدود المتقاربة مناطق ضغط، بدلاً من امتداد رئيسي. ومع ذلك، يتم التعرف عليها الآن على أنها متسقة مع هذا النموذج في شرح كيف تفقد المناطق الداخلية الحرارة.